# Miss Distrito Federal 2016
Miss Distrito Federal 2016 foi a 55ª edição do tradicional concurso de beleza feminino que escolhe a melhor candidata brasiliense para representar o Distrito Federal e sua cultura no Miss Brasil 2016. O evento contou com a participação de vinte e seis regiões administrativas com suas respectivas candidatas disputando o título que pertencia à Amanda Balbino. O certame é coordenado pelo empresário Clóves Nunes e teve sua final no famoso e tradicional Centro de Convenções Ullysses Guimarães. O jovem cantor Wagner Simão embalou o evento com suas músicas românticas. O concurso não foi transmitido.

## Resultados

### Colocações
| Posição                 | Representação e Candidata |
| Vencedora               | - Sudoeste - Sarah Alves |
| 2º. Lugar               | - Estrutural - Bianca Sousa |
| 3º. Lugar               | - Vicente Pires - Nathália Viana |
| 4º. Lugar               | - Park Way - Keteley Martins |
| 5º. Lugar               | - Lago Sul - Karla Cavalcante |
| (TOP 10) Semifinalistas | - Cruzeiro - Allana Maya - Itapoã - Sandy Vitória - Núcleo Bandeirante - Dayani Araújo - Departamento de Planejamento e Administração - Mylena Ractz - Samambaia - Katrine Porto |
| (TOP 15) Semifinalistas | - Ceilândia - Brenda Ribeiro - Recanto das Emas - Pâmela Oliveira - Riacho Fundo - Lara Resende - Sobradinho - Priscilla Soares - Taguatinga - Jennifer Chisóstomo               |

### Prêmios Especiais
Este título foi dado a miss que mais arrecadou doações para pessoas carentes:
| Prêmio         | Representação e Candidata            |
| Miss Solidária | - Recanto das Emas - Pâmela Oliveira |

### Ordem dos Anúncios
| 1. Recanto das Emas 2. Riacho Fundo 3. Estrutural 4. Departamento de Planejamento e Administração 5. Núcleo Bandeirante 6. Itapoã 7. Sudoeste 8. Ceilândia 9. Taguatinga 10. Sobradinho 11. Cruzeiro 12. Samambaia 13. Lago Sul 14. Park Way 15. Vicente Pires | 1. Samambaia 2. Sudoeste 3. Vicente Pires 4. Cruzeiro 5. Núcleo Bandeirante 6. Departamento de Planejamento e Administração 7. Park Way 8. Lago Sul 9. Estrutural 10. Itapoã | 1. Estrutural 2. Lago Sul 3. Park Way 4. Vicente Pires 5. Sudoeste |  |

## Resposta Final
Questionada pela pergunta final sobre qual foi a maior lição que já aprendeu e que gostaria de compartilhar, a vencedora respondeu:
| “ | Eu aprendi que somos todos iguais, independente de raça, cor ou categoria social. A gente tem que respeitar o próximo da melhor forma possível. | ” |

## Representação e Candidata
Competiram pelo título este ano: 
| - Águas Claras - Mayara Degasperi - Asa Norte - Giovanna Maia - Asa Sul - Caroline Claussen - Candangolândia - Stéfane Rodrigues - Cooperativismo - Larissa Rodrigues - Ceilândia - Brenda Ribeiro - Cruzeiro - Allana Maya - Estrutural - Bianca Sousa - Gama - Gabriella Pereira - Guará - Natália Lima - Itapoã - Sandy Vitória - Jardim Botânico - Elba Lacerda - Lago Norte - Patrícia Costa | - Lago Sul - Karla Cavalcante - Núcleo Bandeirante - Dayani Araújo - Departamento de Planejamento e Administração - Mylena Ractz - Paranoá - Bianca Falcão - Park Way - Keteley Martins - Recanto das Emas - Pâmela Oliveira - Riacho Fundo - Lara Resende - Riacho Fundo II - Rosa Carvalho - Samambaia - Katrine Porto - Sobradinho - Priscilla Soares - Sudoeste - Sarah Alves - Taguatinga - Jennifer Chisóstomo - Vicente Pires - Nathália Viana |